# Théorème de convergence dominée

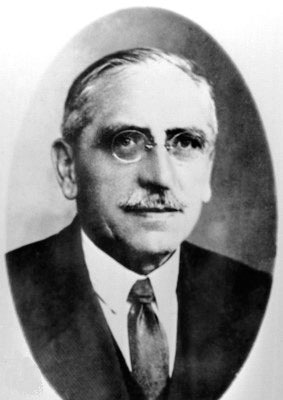
Henri-Léon Lebesgue (1875-1941)

En mathématiques,  et plus précisément en analyse, le théorème de convergence dominée est un des théorèmes principaux de la théorie de l'intégration de Lebesgue.

## Le théorème de convergence dominée
Théorème — 
Soit {\displaystyle (f_{n})_{n\in \mathbb {N} }} une suite de fonctions mesurables sur un espace mesuré {\displaystyle (E,{\mathcal {A}},\mu )}, à valeurs réelles ou complexes, telle que :
- la suite de fonctions {\displaystyle (f_{n})_{n\in \mathbb {N} }} converge simplement vers une fonction {\displaystyle f} ;
- il existe une fonction intégrable {\displaystyle g} telle que :

Alors {\displaystyle f} est intégrable et 
En particulier :

## Exemples

### Un cas particulier élémentaire mais utile
Soit {\displaystyle (f_{n})_{n\in \mathbb {N} }} une suite de fonctions continues à valeurs réelles ou complexes sur un intervalle {\displaystyle I} de la droite réelle. On fait les deux hypothèses suivantes : 
- la suite {\displaystyle (f_{n})_{n\in \mathbb {N} }} converge simplement vers une fonction {\displaystyle f} ;
- il existe une fonction continue {\displaystyle g} telle que{\displaystyle \forall n\in \mathbb {N} ,\forall x\in I,|f_{n}(x)|\leq g(x){\text{ et }}\int _{I}g(x){\rm {d}}x<\infty .}Alors{\displaystyle \int |f(x)|\,{\rm {d}}x<\infty {\text{ et }}\lim _{n\to \infty }\int f_{n}(x)\,{\rm {d}}x=\int f(x)\,{\rm {d}}x.}

### Remarques sur l'hypothèse de domination
L'existence d'une fonction intégrable {\displaystyle g} majorant toutes les fonctions |fn| équivaut à l'intégrabilité de la fonction {\displaystyle \sup _{n}|f_{n}|} (la plus petite fonction majorant toutes les fonctions |fn|).
Cette hypothèse est indispensable pour appliquer le théorème : par exemple sur [0, +∞[, la suite des fonctions fn = 1/n1[0, n[ — où n > 0 et 1[0, n[ désigne la fonction indicatrice de l'intervalle [0, n[ — converge simplement vers la fonction nulle (la convergence est même uniforme) mais la suite des intégrales des fn, loin de tendre vers l'intégrale (nulle) de cette limite, vaut constamment 1. D'après le théorème, {\displaystyle \sup _{n}|f_{n}|} n'est donc pas intégrable. (Effectivement : {\displaystyle \sup _{n}|f_{n}(t)|} = 1/E(t) + 1, or la série harmonique diverge.)
Il peut cependant arriver que la conclusion souhaitée soit vraie sans qu'on puisse la déduire du théorème : par exemple sur [0, +∞[, la suite des fonctions fn = 1[n, n + 1/n[ converge vers 0 à la fois simplement et dans L1, bien que supn|fn| ne soit pas intégrable.

### Convergence d'une suite d'indicatrices
Appliquons le théorème au cas où chaque fn est l'indicatrice d'une partie An de E. Puisque ces fonctions sont à valeurs réelles, la convergence simple de cette suite de fonctions équivaut à l'égalité de ses limites inférieure et supérieure, respectivement égales aux indicatrices des limites inférieure et supérieure de la suite d'ensembles. On obtient donc :

Soit {\displaystyle (A_{n})_{n\in \mathbb {N} }} une suite de parties mesurables d'un espace mesuré {\displaystyle (E,{\mathcal {A}},\mu )} telle que :
- les limites inférieure et supérieure de la suite {\displaystyle (A_{n})_{n\in \mathbb {N} }} sont égales ;
- {\displaystyle \mu (\cup _{n\in \mathbb {N} }A_{n})<\infty .}

Alors l'ensemble mesurable A défini par
{\displaystyle A:=\liminf _{n}A_{n}=\limsup _{n}A_{n}}
est de mesure finie et vérifie :
{\displaystyle \lim _{n\to \infty }\mu (A_{n}\Delta A)=0,}
où la notation Δ désigne la différence symétrique.
En particulier :
{\displaystyle \lim _{n\to \infty }\mu (A_{n})=\mu (A).}

Remarquons toutefois que l'on peut obtenir ce résultat directement, sans avoir recours au théorème de convergence dominée. En effet

## Généralisation
En théorie de la mesure on peut définir la notion de propriété presque partout, c'est pourquoi on peut énoncer le théorème de convergence dominée de façon plus générale :
Théorème —  Soit {\displaystyle (f_{n})_{n\in \mathbb {N} }} une suite de fonctions mesurables sur un espace mesuré {\displaystyle (E,{\mathcal {A}},\mu )}, à valeurs dans ℝ ou ℂ, telle que :
- la suite de fonctions {\displaystyle (f_{n})_{n\in \mathbb {N} }} admet une limite  presque partout, c'est-à-dire, {\displaystyle \lim _{n\to \infty }f_{n}(x)} existe pour presque tout x ;
- il existe une fonction intégrable g telle que pour tout entier naturel n,{\displaystyle |f_{n}(x)|\leq g(x)} μ-presque partout.

Alors, il existe une fonction intégrable f telle que fn converge vers f presque partout, et
Afin de démontrer ce théorème, il suffit de faire en sorte de se ramener au cas précédent en s'affranchissant des parties négligeables.
Remarque :
Dans le cas d'une mesure de probabilité, la première hypothèse peut être modifiée en :
- la suite de fonctions {\displaystyle (f_{n})_{n\in \mathbb {N} }} converge en probabilité vers une fonction mesurable f.

## Exemple d'application
Si {\displaystyle f\in \mathrm {L} ^{1}(\mathbb {R} )}, sa transformée de Fourier {\displaystyle y\mapsto {\widehat {f}}(y)=\int f(x){\rm {e}}^{-{\rm {i}}xy}\,{\rm {d}}x} est continue. 
La vérification de l'hypothèse de domination est immédiate, puisque {\displaystyle \left|f(x){\rm {e}}^{-{\rm {i}}xy}\right|=|f(x)|} ; le théorème de convergence dominée permet de voir que {\displaystyle {\widehat {f}}} est séquentiellement continue, donc continue.